# Brighton and Hove
Brighton and Hove er en by bestående af de to sammenvoksede nabobyer Brighton og Hove i East Sussex, England. I alt har dobbeltbyen omkring 250.000 indbyggere.

## City uden domkirke
I 2001 gav  Elizabeth 2. af Storbritannien kommunen status som city. De fleste cities har en domkirke. Det har Brighton og Hove ikke. Den nærmeste domkirke ligger i Chichester i West Sussex. 